# Operación Tyulpan
Operación Tyulpan (en ruso: Учение «Тюльпан», Operación Tulipán) es el nombre clave del primer experimento nuclear con misiles de largo alcance R-14. Fue realizado por la Fuerza de Misiles Estratégicos de la Unión Soviética y presidido por el General Major F. T. Tonki, en septiembre de 1962, sitio de pruebas de Nueva Zembla. El experimento se llevó a cabo un mes antes de la crisis de los misiles de Cuba, y a pesar de las crecientes tensiones con los Estados Unidos. Según distintas fuentes, se realizaron uno o dos lanzamientos.
El primer o único lanzamiento con una cabeza termonuclear real se llevó a cabo el 8 de septiembre de 1962 (trayectoria del misil durante la Operación Tyulpán). El cohete fue lanzado desde el polígono de Áchinsk, cerca de la estación de trenes Yásnaya, al sur de Chitá. Antes del lanzamiento de uno de los cohetes, se perdió la comunicación entre la base en Nueva Zembla y el punto de lanzamiento debido a la fuerte interferencia en la atmósfera, muy frecuente en el ártico. Sin embargo, se decidió continuar con el experimento. El cohete voló sobre Rusia un trayecto de 3740 km, un experimento nunca antes hecho con una cabeza nuclear viva. La ojiva fue detonada en el área D-II, bahía de Mityushija, península de Sujói Nos, en la isla norte de Nueva Zembla, y la energía liberada fue de más de un megatón.